# On-The-Go
On-The-Go (МФА: [ˈɒn ðə ˈɡəʊ], в переводе с англ. — На ходу; В движении) — российская инди-поп-группа, образовавшаяся в 2007 году в Тольятти. Изначально музыка On-The-Go представляла собой жанр дэнс-рока, однако в 2010 году музыканты резко изменили свою музыку и стали играть инди-поп.

## История
14 апреля 2007 года прошла первая репетиция группы, и именно эту дату принято считать днём рождения On-The-Go. Группа сформировалась из участников тольяттинских альтернативных коллективов: Nils’ Travel (Юрий Макарычев, Евгений Меркушев, Григорий Добрынин), Zumba (Александр Губа), БиZed (Максим Макарычев). Поняв, что тяжёлая музыка им уже не так близка, музыканты решили попробовать себя в более мелодичном направлении и образовали On-The-Go.
Свой первый концерт группа дала 16 марта 2008 года. Выступление прошло в тольяттинском клубе Пирамида вместе с питерской группой Animal ДжаZ. В том же году вышел первый EP «Two Weeks Is Not Enough», получивший массу положительных отзывов в Рунете.
В августе 2009 года On-The-Go представили свой дебютный альбом, который продолжал дэнс-роковую традицию первого релиза и стал существенным толчком в продвижении группы. Альбом попал в десятку лучших релизов 2009 года в рейтинге портала indievid.ru, привлёк внимание некоторых зарубежных слушателей и позволил закрепить позицию On-The-Go как одного из лучших англоязычных коллективов России. Прототипом обложки дебютного альбома стал один из выпусков комикса «Punisher War Journal», а дизайнером выступил Максим Дёмкин.
Летом группа победила на конкурсе Tuborg Вечеgreenка и получила возможность выступить на сентябрьском концерте британцев Keane в Москве. По мнению некоторых изданий, тольяттинцы на сцене выглядели даже интереснее, чем представители Туманного Альбиона.
Осенью того же года On-The-Go всем коллективом переехали жить в Москву. Первое время группа фактически была лишена возможности репетировать, так как своей репетиционной точки не было, а все участники были разбросаны по разным уголкам столицы. Однако сотрудничество с лейблом Xuman Records сыграло свою роль. Студия располагается в 30 км от Москвы, в деревне Орлово. Теперь там записываются многие известные столичные инди-группы (Xuman, On-The-Go, Pompeya и др.).
Летом 2010 года группа усиленно окунулась в творческие поиски, чтобы найти для себя новое, выразительное и самобытное звучание. К концу августа затишье прервалось: On-The-Go выложили предпоказ нового сингла In The Wind, который и стал презентацией кардинально изменившегося саунда группы. Теперь музыку On-The-Go можно охарактеризовать как инди-поп с элементами мат-рока и вкраплениями электроники в духе Foals и Efterklang. Сингл стал первым релизом группы на Xuman Records.
В октябре был выпущен EP с ремиксами на In The Wind и видеоклип на эту же песню. Видео, снятое Андреем Николаевым и Сашей Метелкиной, даже спустя год продолжает публиковаться в авторитетных зарубежных блогах.
2011 год для группы обозначился яркими событиями: выступление на телеканале Дождь, серия концертов с группой Hurts в ходе их российского тура, участие в фестивалях Adidas Originals Party, Strelka Sound, Пикник «Афиши», Kazantip и других. В июне On-The-Go выпустили EP «One Spark», предваряющий выход нового альбома.
В апреле 2012 года группа претерпела смену состава: на смену Александру Губе пришёл Дмитрий Мидборн (ранее — басист Tesla Boy). В мае группа выпустила лайв-видео «Gym Session» — совместный проект с творческим объединением Alaska Project. Съёмки проходили в спортзале на территории подмосковного санатория, расположенного неподалёку от студии Xuman Records. В фильм вошло видео исполнения четырёх песен, а также небольшие интервью с музыкантами и промежуточные эпизоды съёмок. Первая половина 2012 года была также ознаменована неоднократными выступлениями на радио и ТВ («Квартирник» на радио «Маяк», шоу «Profiлактика» на канале «Россия 1», концерт в студии канала «Москва 24»). В декабре 2012 года вышел второй альбом группы под названием November.
2013 год, как и предыдущие, музыканты провели в гастролях (Москва, Санкт-Петербург, Казань, Ижевск, Череповец, Киев, Оренбург). В том же году они появились на радио «Серебряный дождь», записали третий полноформатный студийный альбом и приняли участие в выпуске своего фирменного товара.
Третий альбом группы — Young Hearts — вышел весной 2014 года.
Презентация альбома прошла на концертах в Москве, Санкт-Петербурге, Казани, Нижнем Новгороде, Рязани. Летом и в начале осени On-The-Go приняли участие в фестивалях Beecamp Festival, Пикник «Афиши», Ярмарка Дефицита, Юность в Музеоне. Осенью музыканты сыграли песни с альбома Young Hearts в стенах московского ГУМа и презентовали запись этого выступления под названием «GUM Session», а затем отправились в совместный тур с «Poco Cox», теперь уже по заграничной Европе (Латвия, Нидерланды, Франция, Германия, Дания)
2015 год у группы был насыщен выступлениями: помимо множества сольных концертов, они также сыграли на фестивалях V-ROX (Владивосток), BIME (Бильбао, Испания), Moscow Music Week (Москва), Granatos Live (Вильнюс, Литва), ГЭС Фест (Тольятти), Фестиваль ВКонтакте (Санкт-Петербург), MAX Fest (Москва), Bosco Fresh Fest (Москва), Пикник Esquire (Алма-Ата, Казахстан), Tallinn Music Week (Талинн, Эстония), на выставке молодых художников Art.Who.Art (Москва), а также приняли участие в церемонии закрытия Чемпионата мира по водным видам спорта в Казани. Из других интересных событий — организация в Москве городского квеста для поклонников, желающих попасть на закрытую лайв-премьеру очередного сингла, и съёмка видеоклипов на новые песни. Кроме того, участники группы успевали проводить сольные Dj-сеты, выступать на радио и готовить материал для четвёртого студийного альбома.
В феврале 2016 года вышел альбом Origins, который сопровождался туром в его поддержку. В апреле, в рамках тура Origins, On-The-Go выступили с тремя акустическими концертами в Лондоне.

## Участники
- Юрий Макарычев — вокал, ударные
- Максим Макарычев — гитара, вокал
- Евгений Меркушев — клавиши, гитара
- Дмитрий Мидборн — бас-гитара
- Максим Прокофьев — ударные

## Дискография

### Альбомы
- 2009 — On-The-Go
- 2012 — November
- 2014 — Young Hearts
- 2016 — Origins
- 2017 — Acoustic Live at 16 tons club
- 2020 — Unsaid

### Мини-альбомы
- 2008 — Two Weeks Is Not Enough
- 2010 — In The Wind Remixed
- 2011 — One Spark
- 2012 — One Spark EP Remixed

### Синглы
- 2010 — In The Wind
- 2013 — Keep Pretending
- 2013 — Brother
- 2014 — Lifeboat
- 2015 — Wake up Call
- 2015 — In the Morning
- 2015 — First Step

## Видео
- 2010 — In The Wind на YouTube
- 2012 — Gym session на YouTube
- 2013 — Crumpled Memories
- 2013 — Deception на YouTube (реж. Руфат Гасанов)[23][24]
- 2014 — GUM session на YouTube
- 2014 — Brother
- 2015 — Wake Up Call
- 2016 — In The Morning
- 2017 — Мини-фильм «Up to ten»

## Публикации
- 2009.09.08 — The Kite Runners и On-The-Go: наследники традиций тяжпрома // OpenSpace.ru
- 2009.09.29 — Концерт «On-the-Go» (недоступная ссылка) // Афиша
- 2009.11.23 — 20 ноября, «16 тонн», On-The-Go: очень-не-русские русские // Indievid.ru
- 2010.02.19 — Гоу! На «On-The-Go»! // Pro-Otdyh.ru
- 2011.07.08 — On-The-Go: «Узкие джинсы надо запретить» // Rolling Stone
- 2011.09.29 — Интервью с группой On-The-Go // SocietePerrier.com
- 2013.01.24 — «Лепс — молодец. А мы пока не ставили себе цели продаваться» (недоступная ссылка) // Time Out
- 2014.07.09 — Интервью для 365 // журнал "365"
- 2016.02.26 — On-The-Go — «Origins» // Rolling Stone Russia
- 2016.04.07 — Интервью группы On-The-Go для Geometria.ru // Geometria
- 2016.10.25 — Мёртвый сезон: Как Pompeya и On-The-Go хоронили русский инди-рок // Rolling Stone Russia